# 泰三子
泰三子（日语：／ Yasu Miko），日本漫畫家、前女性警察官。出身地未公開。代表作是《秘密內幕 ～女警的反擊～》。

## 來歷
泰三子在警察工作10年後，於2017年作為漫畫家出道。2017年11月，在週刊《Morning》上開始連載《秘密內幕 ～女警的反擊～》，先前單頁漫畫《交番女子》出版後成為熱門話題。這部作品是根據她作為一名女警官的親身經歷所創作。
2019年，《秘密內幕 ～女警的反擊～》獲得「漫道小林漫畫大獎」。
2021年，《秘密內幕 ～女警的反擊～》獲得第66屆小學館漫畫獎一般部門。該作品獲得第45屆講談社漫畫獎綜合部門提名。作品於7月改編成電視劇。
2022年，《秘密內幕 ～女警的反擊～》被改編成電視動畫，並於同年獲得第46屆講談社漫畫獎綜合部門。
2023年6月開始，以川路利良為中心的新連載《一鳴驚人》在《Morning》雜誌上開始連載。該作品原定於2022年10月開始連載，但由於各種情況，被推遲至2023年《Morning》第29號進行。

## 人物
據她所稱，之所以放棄警察工作成為漫畫家的原因並不是因為自己想成為漫畫家，而是因為想讓人們了解警察。擔任警察期間，她曾在派出所工作，並從事犯罪預防的宣傳工作。
她的丈夫於2022年驟逝，留下了兩個孩子。在學生時代，她是劍道社的成員。雖然她平常不看漫畫，但翻閱過《進擊的巨人》和《聖☆哥傳》。雖然在投稿之前從未畫過漫畫，但由於她在擔任警察期間曾擔任肖像畫搜查官，因此她習慣畫人臉。畫漫畫的時候用《聖☆哥傳》作為參考。

## 作品列表

### 連載
- 秘密內幕 ～女警的反擊～（《Morning》2017年52號[16]—2022年29號〈第一部〉[17]）
- 一鳴驚人（《Morning》2023年29號[18]—）

### 短篇
- 交番女子（《Morning》2017年29號）
- （2017年11月[19]）
- （作畫：松木一課（日语：松木いっか），《Kurage BUNCH（日语：月刊コミックバンチ）》2020年11月）—擔任原作。

### 書籍
- 《秘密內幕 ～女警的反擊～》，講談社〈Morning KC〉2018年—，已出版23冊（2023年2月21日現在）
- 《一鳴驚人》，講談社〈Morning KC〉2023年—，已出版6冊（2025年1月22日現在）
  1. 2023年10月23日發行[20][21] ISBN 978-4-06-533297-9
  2. 2024年1月23日發行[22] ISBN 978-4-06-534351-7
  3. 2024年4月23日發行[23] ISBN 978-4-06-535118-5
  4. 2024年7月23日發行[24] ISBN 978-4-06-536241-9
  5. 2024年10月22日發行[25] ISBN 978-4-06-537028-5
  6. 2025年1月22日發行[26] ISBN 978-4-06-538173-1

### 其它
- 米老鼠90週年紀念插圖集 gift（2019年6月[27]）插圖